# El rojo en los labios
El rojo en los labios es una película belga de terror erótico de 1971, hablada en inglés, dirigida por Harry Kümel y protagonizada por Delphine Seyrig, Danielle Ouimet, John Karlen y Andrea Rau.

## Trama
Stefan Chilton, hijo de una familia aristocrática británica, que se crio en los Estados Unidos, viaja con su reciente esposa, Valerie, por Europa. La pareja se registra en un gran hotel en el paseo marítimo de Ostende en Bélgica, con la intención de tomar el ferry que cruza el canal a Inglaterra, donde vive la madre de Stefan. Valerie se da cuenta de que Stefan se muestra reacio a llamar a su madre, que no está al tanto del matrimonio de la pareja. Debido a que es invierno, el hotel está vacío aparte de Stefan y Valerie. Al caer la noche, una misteriosa condesa húngara, Elizabeth Báthory, llega en un Bristol conducido por su "secretaria", Ilona. Elizabeth solicita la suite real, pero el conserje de mediana edad del hotel, Pierre, le dice que está ocupada por la pareja en luna de miel. También comenta haber visto a la condesa en el mismo hotel cuando él era un niño, y observa que no ha envejecido. Elizabeth toma la suite contigua y parece obsesionada con la joven pareja. En su suite, Valerie lee un artículo de un periódico local sobre una serie de asesinatos de niños en Brujas, cada uno de ellos una niña a la que le cortaron la garganta.
Mientras caminan por la ciudad al día siguiente, Valerie y Stefan se topan con la escena del crimen de otra niña asesinada recién descubierta. Valerie está perturbada por la fascinación de Stefan con el crimen. De vuelta en el hotel, Elizabeth e Ilona familiarizan con Stefan y Valerie en el vestíbulo del hotel. Durante su conversación, un oficial de policía aparece en el hotel y hace una vaga referencia a haber conocido a Elizabeth años antes. Ella se comporta de forma evasiva. Posteriormente, Elizabeth explica que es descendiente de Isabel Báthory y que por ella heredó su nombre. Relata los diversos actos violentos que cometió Bathory, en particular el asesinato y la mutilación de niñas, en cuya sangre se bañó. Valerie siente repulsión por la conversación, pero Stefan parece estar sexualmente excitado por ella. Stefan finalmente accede a llamar a su madre, que resulta ser un hombre afeminado de mediana edad. "Madre" regaña a Stefan por haberse casado, pero expresa curiosidad ante la perspectiva de conocer a Valerie.
Más tarde, Stefan golpea a Valerie en su habitación de hotel, lo que culmina en sexo sadomasoquista. Al día siguiente, Ilona seduce a Stefan mientras Valerie intenta irse de Ostende. Elizabeth evita que Valerie se vaya, y las dos mujeres pasan la noche juntas discutiendo la relación de Valerie y Stefan. Elizabeth disuade a Valerie de quedarse con Stefan, advirtiéndole que la tratará como una mera subordinada. Mientras tanto, Stefan se burla de Ilona en el baño e intenta llevarla a la ducha. Los dos se pelean, resbalan y caen, lo que provoca que Ilona se corte la mano con una navaja y se golpee fatalmente la cabeza en el proceso. Valerie y Elizabeth regresan momentos después, tropezando con la escena. Elizabeth ayuda a Valerie a limpiar la sangre mientras Stefan se sienta en estado de shock. Posteriormente, los tres se deshacen del cadáver de Ilona. Después de enterrar el cuerpo en la playa, regresan al hotel al amanecer. Valerie, bajo el hechizo de Elizabeth, se niega a irse con Stefan. Se produce una pelea violenta, durante la cual las muñecas de Stefan son cortadas por un cuenco roto. Mientras Stefan se desangra hasta morir, Elizabeth y Valerie beben la sangre que brota de sus heridas. Justo antes del amanecer, arrojan el cadáver, envuelto en plástico, sobre una barandilla, a la calle de abajo. Ambas huyen en el coche de Elizabeth, Valerie conduciendo a gran velocidad para cruzar la frontera con Francia. Elizabeth insiste en que no las pille la luz del día. Mientras aceleran en un camino forestal, las mujeres quedan cegadas por la luz del sol amaneciendo, Valerie pierde el control del automóvil y choca. Elizabeth es arrojada del vehículo y empalada a través del corazón por una rama rota, antes de que su cuerpo arda en llamas por la explosión posterior del vehículo. 
Varios meses después, Valerie se acerca a una pareja joven que juega al tenis en un centro turístico, cazándolos como lo hizo Elizabeth con Stefan y ella.

## Elenco
- Delphine Seyrig como la condesa Elizabeth Báthory
- Danielle Ouimet como Valerie Chilton
- John Karlen como Stefan Chilton
- Andrea Rau como Ilona
- Paul Esser como Pierre
- Georges Jamin como policía jubilado
- Joris Collet como mayordomo
- Fons Rademakers como Madre

## Producción
El director Kümel, entrevistado por Mark Gatiss para el documental de la BBC Horror Europa, dijo que diseñó deliberadamente el estilo del personaje de Delphine Seyrig según Marlene Dietrich y el de Andrea Rau según Louise Brooks para profundizar la resonancia intertextual. Debido a que el personaje vampírico de Elizabeth Bathory también es un demagogo, Kümel la vistió con los colores nazis de negro, blanco y rojo. Al comentar tanto el mordaz sentido del humor de la película como el ojo pictórico del director en la composición de varias escenas, Gatiss sacó a relucir el comentario de Kümel de que considera la película muy belga, especialmente debido a la influencia del surrealismo y el expresionismo.
Se realizó un extenso rodaje de exteriores en las Galerías Reales de Ostende, una arcada neoclásica junto al mar en la playa de Ostende (especialmente en el lujoso Grand Hotel des Thermes, que se encuentra en la parte superior de la sección central de la arcada). El rodaje de interiores se realizó en el Hotel Astoria, Bruselas y el resto de exteriores en los Jardines Tropicales, Meise.

## Interpretación
La crítica Camille Paglia escribió en Sexual Personae (1990) que Daughters of Darkness es un buen ejemplo de un "género elegante de película de vampiros" que "sigue un estilo que yo llamo gótico alto psicológico". Paglia considera que este estilo "abstracto y ceremonioso", que describe el mal como "glamour jerárquico" y trata sobre el "poder occidental erotizado", comienza en el poema Christabel de Samuel Taylor Coleridge, el cuento "Ligeia" de Edgar Allan Poe y la novela de Henry James Otra vuelta de tuerca.

Según el crítico Geoffrey O'Brien :
Las vampiras lesbianas hicieron incursiones frecuentes a principios de la década de 1970, en películas que iban desde pornográficas duras hasta estéticas soñadoras, cuando la película de terror gótica comenzó a hacer alarde de sus subtextos psicosexuales. El rojo en los labios se inclina extravagantemente hacia el extremo artístico del espectro, con Delphine Seyrig luciendo trajes estilo El año pasado en Marienbad y el director belga evocando imágenes de lujosa decadencia repletas de plumas, espejos y largos y sinuosos pasillos de hotel. En el centro de la película, sin embargo, hay una evocación profundamente desagradable de una guerra de nervios entre el vampiro de Seyrig y los recién casados burgueses en cuya luna de miel ella se insinúa. La edad hastiada se aprovecha astutamente de la juventud narcisista, y la seducción y la crueldad se vuelven indistinguibles cuando Seyrig obliga a los inocentes a tomar conciencia de su propia capacidad para el comportamiento monstruoso. Si Fassbinder hubiera hecho una película de vampiros, podría haberse parecido a esto.

## Estreno
La película se estrenó por primera vez en los Estados Unidos en la ciudad de Nueva York el 28 de mayo de 1971.

### Recepción de la crítica
A principios de la década de 2010, Time Out realizó una encuesta con varios autores, directores, actores y críticos que han trabajado en el género de terror para votar por sus mejores películas de terror. El rojo en los labios se ubicó en el puesto 90 de su lista de las 100 mejores. El agregador de calificaciones de películas Rotten Tomatoes califica la película con un 73% en 15 calificaciones.
 